# Steklar

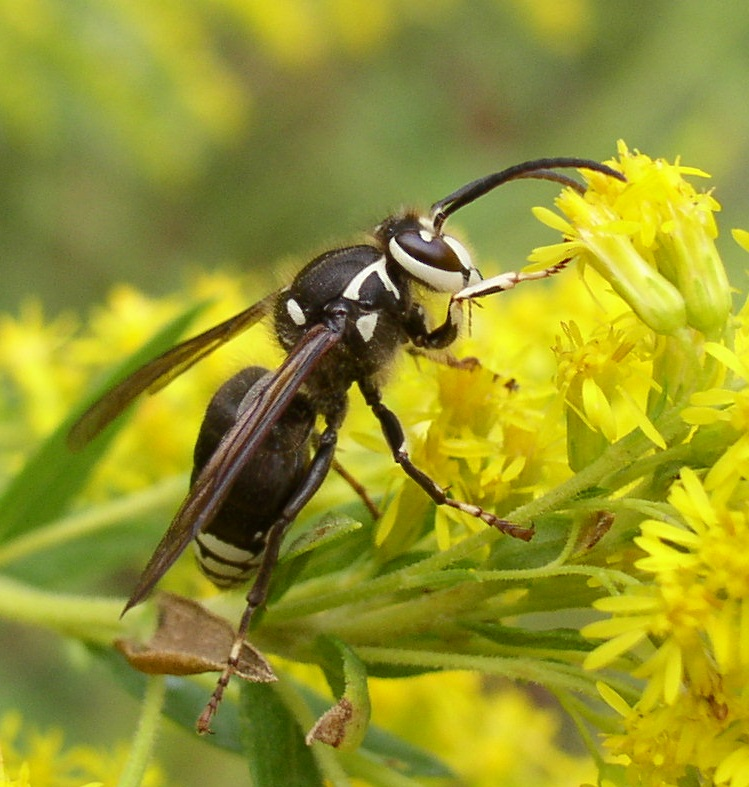
En geting av arten Dolichovespula maculata.

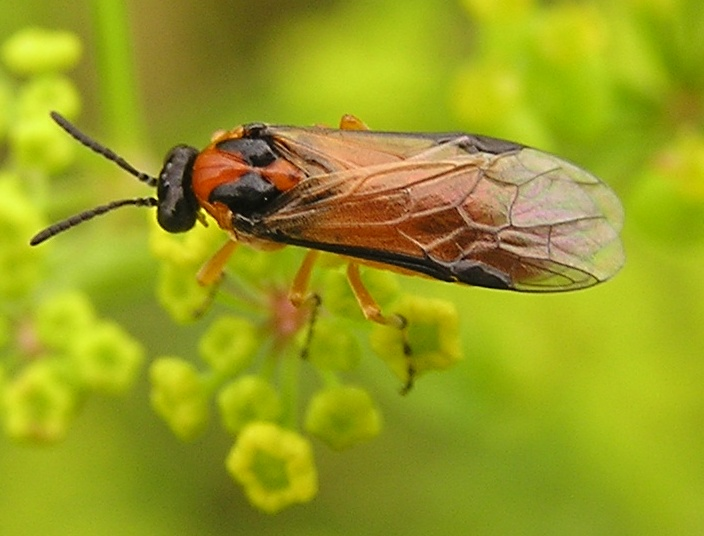
Kålbladstekel, en växtstekel.

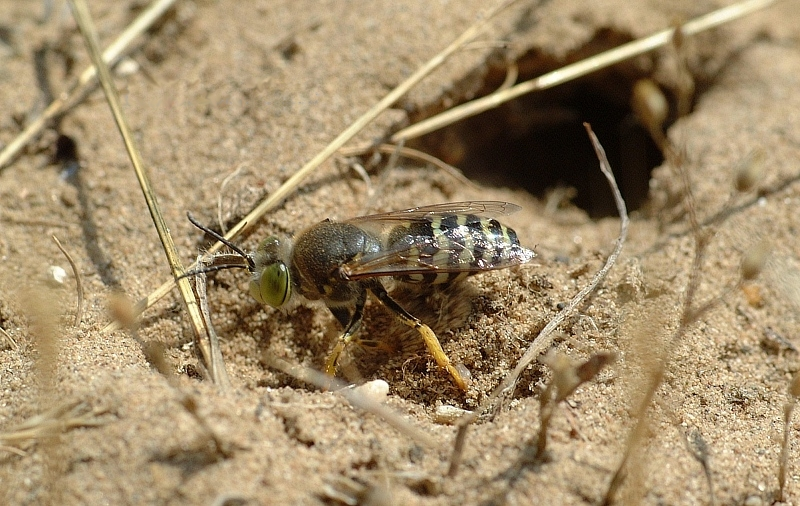
Läppstekel.

Steklar (Hymenoptera) är en ordning i djurklassen insekter med fullständig förvandling. De har fyra hinnaktiga vingar samt mundelar, som är både bitande och utformade till sugning eller slickning. Steklar inkluderar djur såsom växtsteklar, getingar, bin och myror och är Sveriges rikaste insektsordning med cirka 8 000 arter. Totalt omfattar ordningen 125 000 kända arter. Därmed är det en av de artrikaste ordningarna av insekter i världen och den artrikaste i mellersta Europa.
Namnet Hymenoptera är bildat av de grekiska orden hymen (hinna) och pteron (vinge).
I ordningen ingår honungsbiet som producerar honung och som hölls av människor som husdjur.

## Kännetecken
I allmänhet kan man hos steklarna tydligt urskilja huvud, mellankropp och bakkropp.
Huvudet är mycket rörligt och genom en smal hals förenad med mellankroppen. Överkäkarna är uteslutande bitorgan och är oftast kraftiga. Underkäkar och underläpp är veka och mer eller mindre förlängda, stundom i hög grad, såsom hos humlorna, där de rännformiga underkäkarna bildar ett sugrör, som omsluter den mycket långa tungan. Mundelarna består även av två par palper. Antennerna är vanligen trådlika, sällan klubblika eller av annan form. Förutom de två fasettögonen finns vanligen tre punktögon på skallen.
Mellankroppens leder är fast förenade med varandra, men däremot är frambröstet, där frambenen har sitt fäste, rörligt förenat med den lilla ryggskölden, varigenom frambenen får en högre grad av frihet i sina rörelser än hos andra insekter. Frambenen är utrustade med en mycket använd putsningsapparat för antennerna, bildad av den vanligen kamformiga sporren i spetsen av skenbenen och den med kamtänder försedd första fotleden. Oftast har steklarna två par flygvingar. Framvingarna är tydlig längre än de bakre, som i utspänt tillstånd med små hakar fasthålls vid de främre. I vilande tillstånd läggs vingarna platt över varandra längs ryggen. Sällan veckas de ihop på längden såsom hos getingarna. Stundom saknas vingar alldeles, såsom hos myrornas arbetare, hos spindelsteklarnas honor samt hos åtskilliga parasitsteklar.
Bakkroppen är ibland i hela sin bredd utan någon insnörning fäst vid mellankroppen, och ibland är den framtill insnörd och bara med en smal ledgång förenad med mellankroppens bakre del. Denna bakre del är i själva verket bakkroppens första led, det så kallade mediansegmentet, som är orörligt sammanväxt med den egentliga mellankroppen. På bakkroppen har könsorganen sin plats.
Det finns betydande skillnader i arternas storlek. De stundom bara 0,5 mm stora puppglanssteklar hör till de minsta av alla insekter och överträffas bara av några skalbaggar. På andra sidan finns dolksteklar, som med en längd av mer än 6 cm förenar grov och klumpig kroppsbyggnad.

## Levnadssätt
Även levnadsförhållandena är mycket varierande, vilket vittnar om en hög grad av anpassningsförmåga. Många är parasiter, framförallt inom infraordningen parasitsteklar. Men även guldsteklar och vissa släkten bland övriga gaddsteklar är parasiter, men då ofta bara foderparasiter, det vill säga erövrare av insamlade förråd. Bland parasitsteklarna är många hyperparasiter, vilket betyder att de är parasiter på andra parasiter.
Medan en del steklar, till exempel familjen bin och flera parasitsteklar, i vuxenstadiet lever av nektar, uppträder andra både som honungsätare och rovdjur. Ett sådant levnadssätt visar växtsteklar, rovsteklar, getingar och vägsteklar.[källa behövs] De tre sistnämnda grupperna är bara rovdjur för sina avkommors räkning och använder själv mer undantagsvis animalisk näring. Många steklar bedriver en mycket utvecklad vård av sina ungar. Det visar sig på det sätt att varje larv antingen förses med ett uteslutande för dess räkning avsett förråd eller matas direkt under hela sin uppväxttid.
Flera steklar har en samhällsbildning som är mycket utvecklad hos myror samt sociala bin och getingar.
Larverna är hos de flesta steklar masklika, fotlösa och blinda samt till färgen halvgenomskinligt vita liksom hos de flesta i mörker levande insektslarver.[källa behövs] En helt annan egenskap visar sågsteklarnas larver, vilka i hög grad liknar fjärillarver såväl till utseende som levnadssätt. Före förpuppningen spinner många stekellarver en kokong.

## Systematik
Steklar indelas sammanlagt i 16 överfamiljer. Dyntaxa gör den uppdelningen via två underordningar med vidare infraordningar enligt medan Catalogue of life enbart använder superfamiljerna rakt under.
- Växtsteklar (Symphyta)
  - Xyeloidea
  - Pamphilioidea (spinnarsteklar)
  - Tenthredinoidea (sågsteklar)
  - Siricoidea (vedsteklar och halssteklar)
  - Orussoidea
  - Cephoidea (halmsteklar)
- Midjesteklar (Apocrita)
  - Parasitica (parasitsteklar)
    - Evanioidea
    - Cynipoidea
    - Chalcidoidea (glanssteklar)
    - Proctotrupoidea
    - Ceraphronoidea
    - Ichneumonoidea
    - Mymarommatoidea
    - Platygastroidea

  - Aculeata (gaddsteklar)
    - Apoidea (bin)
    - Chrysidoidea
    - Vespoidea (getingar, myror med flera)